# Club Atlético Chalaco
El Club Atlético Chalaco és un club peruà de futbol de la ciutat de Callao. Va ser fundat el 9 de juny de 1902 per estudiants de l'Institut Chalaco i és un dels equips peruans de futbol més antics. La seva vestimenta posseeix els colors blanc i vermell que després tindria la selecció peruana de futbol, colors que són clàssics amb cinc franges verticals vermelles sobre un fons blanc, pantalons blancs i mitjanes blanques amb línies horitzontals vermelles. En l'actualitat l'Atlètic Chalaco és anomenat el "Patrimoni Històric Futbolístic de la Província Constitucional del Callao". Posseeix diversos campionats guanyats a nivell distrital, regional i nacional.
L'equip ha tingut diverses gires internacionals a diversos països com Costa Rica, Xile, Colòmbia, Equador, Guatemala entre altres nacions i partits històrics com quan el 1918 va obtenir el reconeixement de Campió Nacional guanyant-lo al seleccionat de la naixent Lliga Peruana de Futbol a qui va derrotar per 2 a 1, o contra la selecció de futbol d'Uruguai. També davant del Reial Madrid, davant el Club Olimpia del Paraguai, Sao Paulo, Colo Colo i Millonarios.

## Història

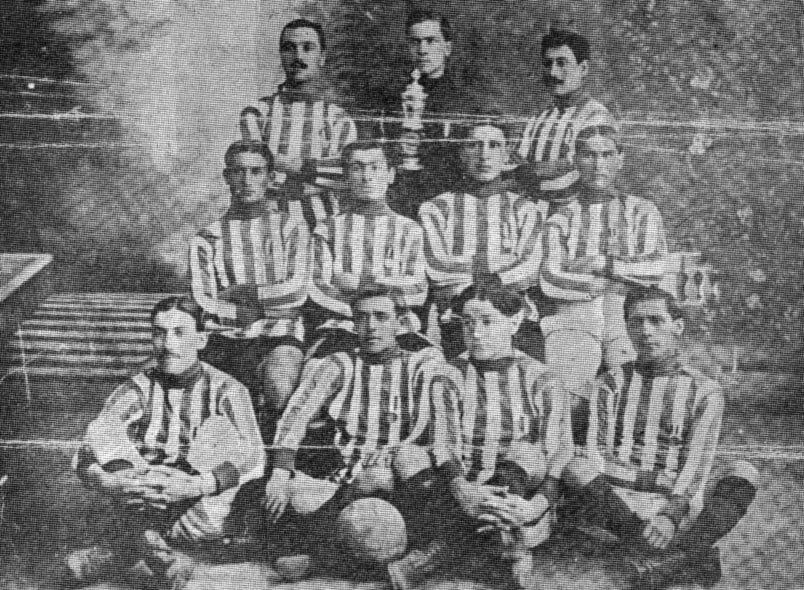
Equip el 1913.

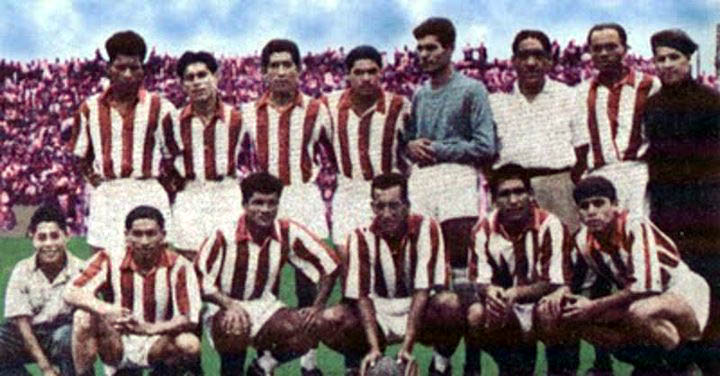
Equip campió el 1947.

### Primers anys
El club va ser fundat el 9 de juny de 1902 (altres fonts 9 Juny 1899) a la ciutat portuària del Callao. La seva primera activitat esportiva va ser un 24 de setembre de l'any 1902 enfrontant el club chalaco Sport Victoria en cricket aconseguint un triomf. El 30 de setembre tots dos equips van jugar un partit de futbol que va acabar 1-0 a favor de l'Sport Victoria. L'any següent 1903 va començar a participar al Campionat de Festes Pàtries que organitzava la Municipalitat del Callao els dies 28 i 29 de juny a la Pampa del Mar Brau entre equips de la mateixa província de l'època com el Club Llibertat del Callao, el Club Sant Martí, el Club Morro d'Arica entre d'altres. Ja en el seu segon any 1904 havia conformat un equip destacat amb: Enrique Fajardo, a l'arc; Pedro Ureta, els germans Oscar i Luis Morales, Manuel Alberto Serreno, Emilio Jiménez, Manuel Chamorro, Oscar Ramírez, els germans Vélez Salazar, Humberto Forno, Davis i Ambrosio Dodero.
El 1907 aconsegueix ser campió després de diverses participacions en el campionat de festes pàtries organitzat per la municipalitat del Callao. L'any 1908 aconsegueix formar un bon equip, que va romandre imbatible en diverses temporades. El formaven: Arístides Veyan, Luis Morales, Alfonso Gallardo, Jesús Martínez, Erasme Elías, Nicolás Zevallos, Pedro Ureta, Humberto Ruiz Hinojoza, Esteban Paz de la Vega, Lizandro Gallardo i Héctor Viñas. L'equip ja en aquell temps compta amb Telmo Carbajo, cal ressaltar que Telmo Carbajo va ser el jugador que destaco en el futbol peruà de l'època.
Fou el principal club de la ciutat del Callao fins que fou eclipsat pel seu rival ciutadà, l'Sport Boys.

## Palmarès
- Lliga peruana de futbol:[21]
  - 1930, 1947
- Segona divisió peruana de futbol:
  - 1972